# Grande Rochosa
A Grande Rochosa (em francês:  Grande Rocheuse) é um cume dos Maciço do Monte Branco, França cujo ponto culminante se encontra a 4 102 m pelo que é um cumes dos Alpes com mais de 4000 m.

## Ascensão
O acesso é feito a partir do Refúgio do Couvercle (2 687 m) tomando o caminho de ferro do Montenvers a partir de Chamonix-Mont-Blanc e seguindo pelo Ponta Whymper
A primeira ascensão é feita 17 de Setembro de 1865 por Robert Fowler com Michel Balmat e Michel Ducroz, pelo esporão da Grande Rocheuse
Segundo a parte a escalar pode utilizar-se a Cabane de Tacuit a Oeste, ou o Refúgio Turtmannpela ou Leste